# Allyn Condon
Allyn Condon (* 24. August 1974 in Whiston, Knowsley) ist ein ehemaliger britischer Sprinter, der nach seiner Leichtathletikkarriere als Bobfahrer aktiv war.
Bei den Juniorenweltmeisterschaften 1992 in Seoul siegte er in der 4-mal-100-Meter-Staffel, bei den Junioreneuropameisterschaften 1993 in San Sebastián in der 4-mal-100- und in der 4-mal-400-Meter-Staffel.
1998 siegte er bei den Europameisterschaften in Budapest mit der britischen 4-mal-100-Meter-Stafette. Bei den Commonwealth Games in Kuala Lumpur erreichte er für England startend über 200 Meter das Halbfinale.
1999 gewann er mit der britischen 4-mal-400-Meter-Stafette Bronze bei den Hallenweltmeisterschaften in Maebashi. Bei den Weltmeisterschaften in Sevilla wurde er im Vorlauf der 4-mal-100-Meter-Staffel eingesetzt und trug so zum Gewinn der Silbermedaille für das britische Team bei. Bei den Olympischen Spielen 2000 in Sydney gehörte er zur britischen 4-mal-100-Meter-Stafette, die im Vorlauf ausschied.
2001 wurde er bei den Hallenweltmeisterschaften in Lissabon Fünfter über 200 Meter. Bei den Commonwealth Games 2002 in Manchester siegte er mit der englischen 4-mal-100-Meter-Stafette. 2003 wurde er bei den Hallenweltmeisterschaften in Birmingham im Finale über 200 Meter wegen zweier Fehlstarts disqualifiziert.
1999 wurde er englischer Hallenmeister über 400 Meter, 2001 und 2003 über 200 Meter.
2006 wechselte er zum Bobsport. Sein größter Erfolg in der neuen Disziplin war ein fünfter Platz im Viererbob bei der Bob-Weltmeisterschaft 2007 in St. Moritz. Bei den Olympischen Winterspielen 2010 in Vancouver belegte er mit dem britischen Viererbob den 17. Platz.

## Bestzeiten
- 60 m (Halle): 6,64 s, 11. Januar 1998, Sheffield
- 100 m: 10,21 s, 14. August 1999, Bedford
- 200 m: 20,63 s, 19. Juli 1997, Birmingham
  - Halle: 20,53 s, 8. Februar 1998, Birmingham
- 400 m (Halle): 46,23 s, 14. Februar 1999, Birmingham